# Johnny Drake
John William Drake, detto Zero (Chicago, 27 marzo 1916 – Detroit, 26 marzo 1973), è stato un giocatore di football americano statunitense che ha militato nel ruolo di fullback nella National Football League (NFL).

## Carriera
Dopo avere giocato al college all'Università Purdue, Drake fu la prima scelta del storia della franchigia dei Cleveland Rams, che lo chiamarono come decimo assoluto nel Draft NFL 1937. Con essi disputò tutte le cinque stagioni della carriera professionistica, venendo convocato tre volte consecutive per l'All-Star Game della NFL e venendo inserito nel First-team All-Pro nel 1940. Complessivamente corse 1.700 yard e segnò 24 touchdown su corsa e 3 su ricezione. Per due volte guidò la NFL in touchdown su corsa, nel 1939 e nel 1940.

## Palmarès
- NFL All-Star: 3

1938-1940
- First-team All-Pro: 1

1940
- Leader della NFL in touchdown su corsa: 2

1939, 1940